# Gaudí a la millor direcció novella
La següent llista és la dels directors i les pel·lícules nominats i guanyadors del Premi Gaudí a la millor direcció novella, des de l'any 2013, quan es van crear.

## Palmarès
| Any  | Director/a                                 | Pel·lícula                |
| ---- | ------------------------------------------ | ------------------------- |
| 2023 | Mikel Gurrea                               | Suro                      |
| 2023 | Avelina Prat                               | Vasil                     |
| 2023 | Carlota González-Adrio                     | La casa entre los cactus  |
| 2023 | Laura Sisteró                              | Tolyatti Adrift           |
| 2024 | Estibaliz Urresola Solaguren               | 20.000 especies de abejas |
| 2024 | Alejandro Marín                            | Te estoy amando locamente |
| 2024 | Juan Sebastián Vásquez i Alejandro Rojas   | Upon Entry                |
| 2024 | Laura Ferrés                               | La imatge permanent       |
| 2025 | Celia Giraldo                              | Un lugar común            |
| 2025 | Clara Serrano Llorens i Gerard Simó Gimeno | L'edat imminent           |
| 2025 | Miguel Faus                                | Calladita                 |
| 2025 | Mònica Cambra i Ariadna Fortuny            | Un sol radiant            |